# Бертіль Нурденстам
Руне Бертіль Нурденстам (швед. Rune Bertil Nordenstam; нар. 20 лютого 1936) — шведський ботанік.

## Біографія
Бертіль Нурденстам народився 20 лютого 1936 року у місті Ничепінг. У 1954 році вступив до Лундського університету, де отримав ступені бакалавра, магістра, ліценціата філософії та доктора філософії.
З 1956 року працював асистентом у Лундському ботанічному музеї. У 1969 році Нурденстам став куратором ботанічного відділу Шведського музею природознавства, у 1974 році став головним куратором .
У 1962-1964 роках Нурденстам мандрував по Південній Африці, завдяки отриманій Меморіальній стипендії Смутса. 1969 року в експедиції у Єгипті збирав зразки рослин. З червня по грудень 1974 року вдруге відвідав Африку.

## Ботанічніепоніми
- Nordenstamia Lundin, 2006
- Conophytum nordenstamii L.Bolus, 1963 — Conophytum wettsteinii (Berger) N.E.Br., 1922
- Drosanthemum nordenstamii L.Bolus, 1964
- Felicia nordenstamii Grau, 1973
- Nidorella nordenstamii Wild, 1969
- Oophytum nordenstamii L.Bolus, 1962 — Oophytum oviforme (N.E.Br.) N.E.Br., 1926
- Osteospermum nordenstamii J.C.Manning & Goldblatt, 2012
- Relhania nordenstamii K.Bremer, 1976 — Oedera nordenstamii (K.Bremer) Anderb. & K.Bremer, 1991
- Ruschia nordenstamii L.Bolus, 1964 — Antimima nordenstamii (L.Bolus) H.E.K.Hartmann, 1998

## Окремі наукові праці
- Nordenstam, B. Phytogeography of the genus Euryops (Compositae). — Lund, 1969. — 77 p.
- Nordenstam, B. Taxonomic studies in the tribe Senecioneae (Compositae). — Lund, 1978. — 83 p. — ISBN 91-546-0226-2.
- Nordenstam, B. A monograph of the genus Ornithoglossum (Liliaceae). — Copenhagen, 1982. — 51 p. — ISBN 87-7001-128-1.
- Nordenstam, B. The genus Wurmbea (Colchicaceae) in the Cape Region. — Copenhagen, 1987. — 41 p. — ISBN 87-88702-16-2.
- Nordenstam, B. Carl Peter Thunberg, Linnean, resenär, naturforskare, 1743-1828. — Stockholm, 1993. — 191 p. — ISBN 91-7486-110-7.
- Nordenstam, B. Linneanska blomster. — Stockholm, 2007. — 91 p. — ISBN 91-7331-083-2.